# قالی تبریز

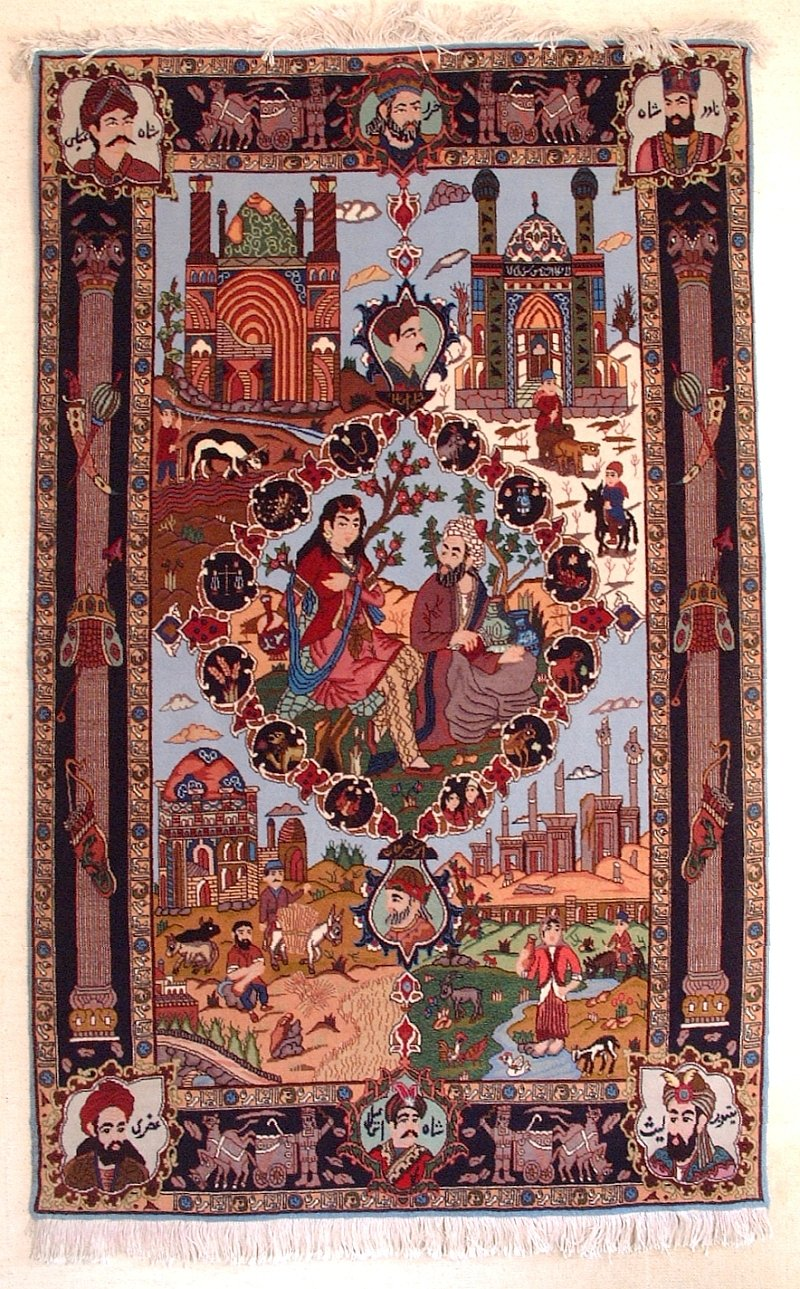
قالی تبریز.

قالی تبریز یکی از انواع قالی‌های ایرانی است. این قالی در شهر تبریز بافته می‌شود. این شهر یکی از مهم‌ترین مراکز بافت قالی در ایران است و قالی‌های بافت آن از تنوع و گوناگونی بسیاری برخوردارند. تبریز، در حال حاضر از سوی «شورای جهانی صنایع دستی» به عنوان «شهر جهانی بافت فرش» انتخاب شده است.

## تاریخچه فرش تبریز

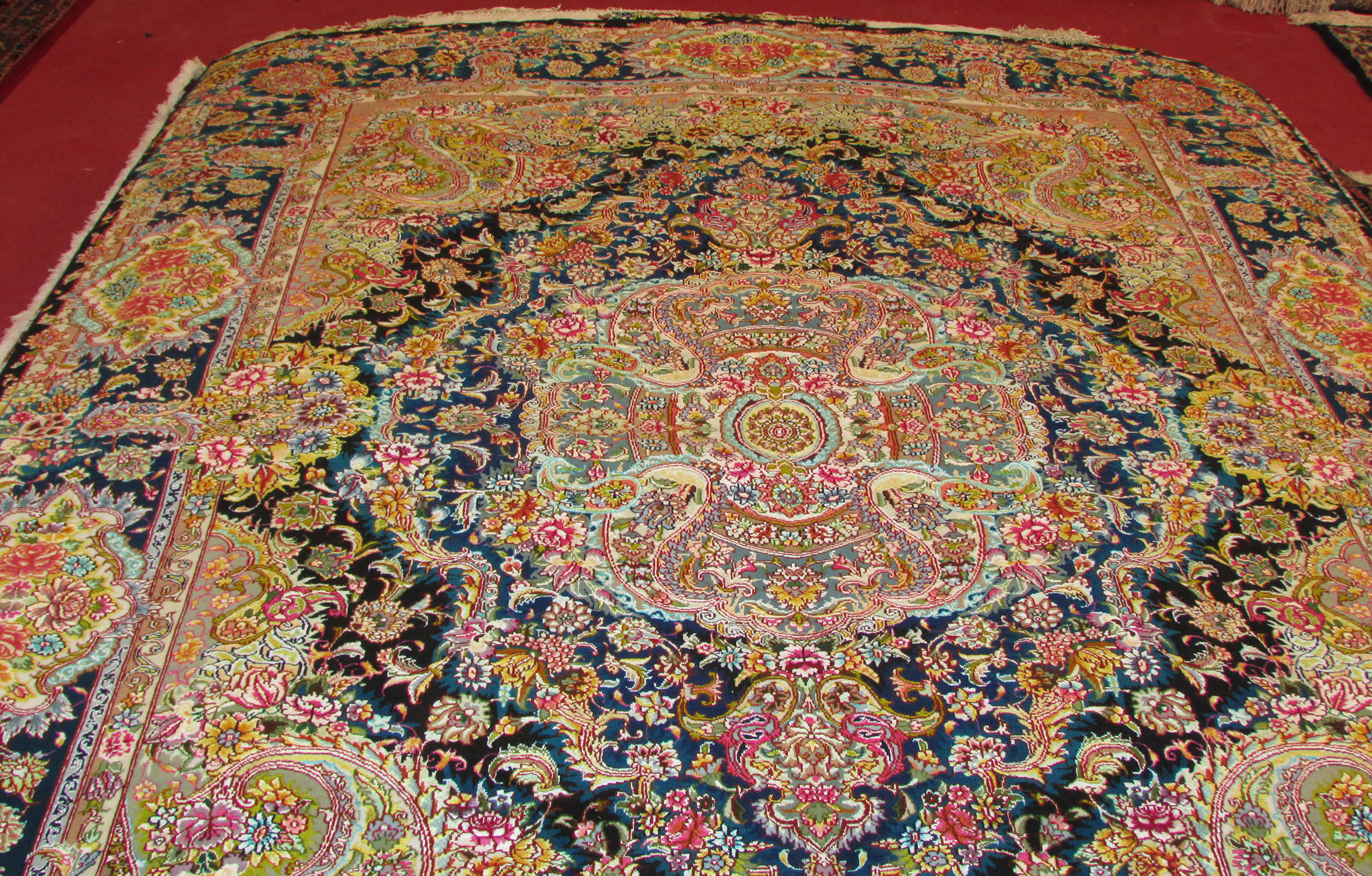
فرش تبریز

در مورد تاریخچه فرش در تبریز چنین می‌توان گفت که با توجه به قدمت تاریخی این شهر؛ مسلماً هنر صنعت فرش بافی در آن به قبل از دوران صفویه بازمی‌گردد. در نیمه دوم قرن پانزده و در دوران صفوی، فرش از حالتی روستایی به هنر پیشرفته درباری تبدیل شد. یکی دیگر از تحولات مهم در فرش این دوره، طرح‌هایی بود که هنرمندان دربار تبریز و هرات ایجاد شد. در کتاب Rugs and Carpet of the World اثر Ian Bennet به نظریه‌ای دیگر در مورد فرش تبریز در زمان صفوی برمی‌خوریم که در اینجا نقل می‌شود: «تعداد زیادی از فرش‌های مدالیون یا ترنج دار که در سالهای آغازین قرن ۱۶ میلادی در زمان حکومت شاه اسماعیل اول و شاه طهماسب بافته شده‌اند، دارای طرح مایهٔ اسلیمی و نقوش حیوانی و انسانی هستند»
در این کتاب نویسنده سعی کرده تعدادی از قالی‌های موجود در موزه‌های جهان مربوط به نیمه اول قرن شانزدهم را به کارگاه‌های تبریز نسبت دهداز قرن ۱۷م. به بعد و پس از اینکه قالی ایران به خارج از کشور راه یافت، صنعتگران تبریز با دریافت سلیقه مردم اروپا و آمریکا دست به بافتن قالی‌هایی زدند که بسیار جالب بود و بازار آن کشورها را به خود اختصاص داد
تبریز یکی از قطب‌های بافندگی بسیار با اهمیت ایران در زمینهٔ قالی‌بافی است. فرش‌های آن، چه آن‌هایی که زینت‌بخش موزه‌های معتبر جهان هستند یا در مجموعهٔ کلکسیونرهای مشتاق جای گرفته‌اند، یا آن‌هایی که در مقیاس زیاد و در کیفیت تجارتی سر از بازارها و چهار سوق‌ها درمی‌آورند، همواره خوش‌اقبال و مشتری پسند هستند. برابر آماری که در دست داریم در شهرستان تبریز و حومهٔ آن در سال ۱۳۶۴ شمسی بر روی ۱۶۰۰۰ دار قالی ۳۲۱۵۰ کارگر بافنده کار کرده‌اند. علاوه بر تک‌بافی‌ها، کارگاه‌های متعددی از سالیان بسیار دور در کار فرش‌بافی بوده و هستند. در سال‌های اخیر بافنده‌های چیره‌دست تبریزی به تولید فرش‌های گل ابریشم بسیار ظریف با رج‌شمار ۵۰ و ۶۰ در مقیاس وسیع روی آورده‌اند. این گونه فرش‌ها که بعضی با چله‌های ابریشمی هستند، بیشتر با طرح‌های لچک و ترنج و با رنگ‌های غالباً بژ روشن و نخودی بافته می‌شوند و در رنگ‌آمیزی گل‌ها و نگاره‌ها از رنگ‌های سرخابی، عنابی و زیتونی به فراوانی استفاده می‌شود. فرش‌های تبریز در هفتاد سال اخیر اغلب با طرح‌های گلدانی، درختی، محرابی، قندیل دار، حیوان‌دار، شکارگاه، هراتی، شاخ و برگی، گلفرنگ، بندی خشتی یا قاب‌قابی، منظره‌بافی، قاب‌قرآنی و نقش‌های هندسی از کوچک‌ترین تا بزرگ‌ترین اندازه‌های ممکن بافته شده‌اند. بافت کناره و گلکی چندان خوشایند بافنده تبریزی نیست.
در حال حاضر تبریز به عنوان کانون عمده عرضهٔ فرش‌های شهری‌باف آذربایجان شناخته می‌شود و کانون بزرگ تولیدکنندگان نامور و صاحب نامی گردیده که فرش آذربایجان به آن
می‌بالد.
تبریز یکی از قطب‌های بافندگی بسیار با اهمیت ایران در زمینهٔ قالی‌بافی است. فرش‌های آن، چه آن‌هایی که زینت‌بخش موزه‌های معتبر جهان هستند یا در مجموعهٔ کلکسیونرهای مشتاق جای گرفته‌اند، یا آن‌هایی که در مقیاس زیاد و در کیفیت تجارتی سر از بازارها و چهار
سوق‌ها درمی‌آورند، همواره خوش‌اقبال و مشتری پسند هستند.

## نگارخانه

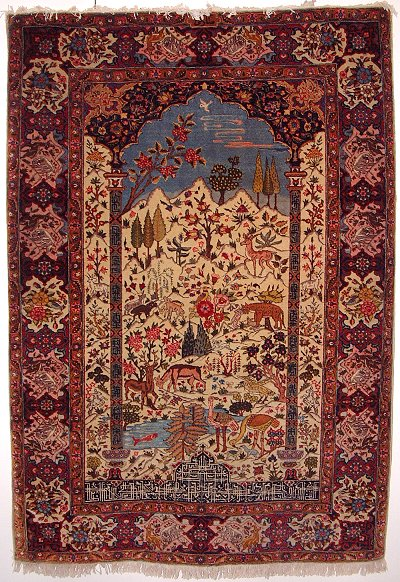
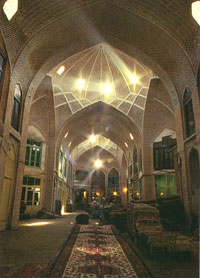
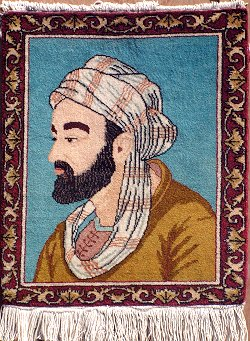
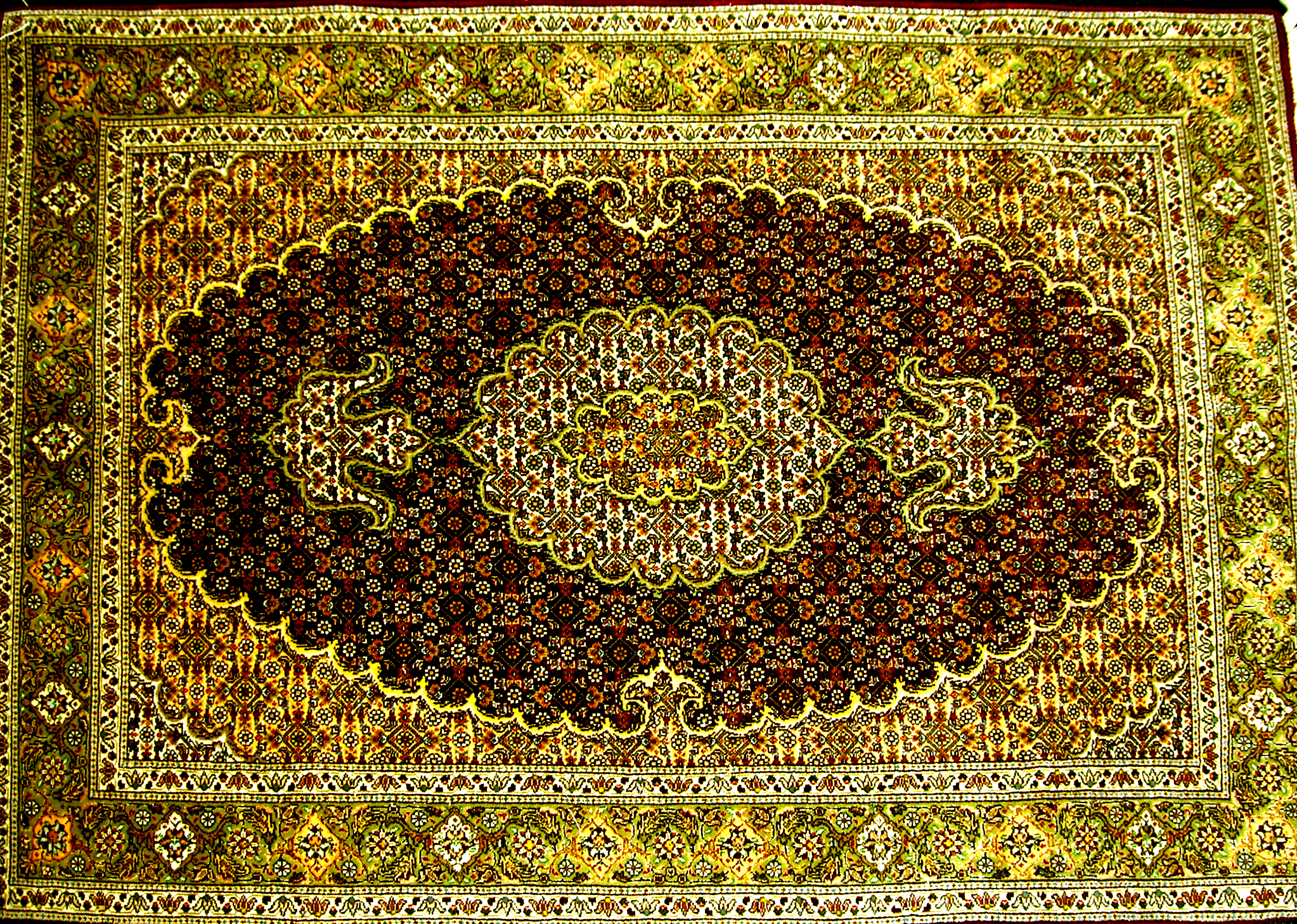

## چند نمونه از طر ح‌های شناخته شده تبریز
طرح‌های شناخته شده ناحیه تبریز عبارتند از:طرح مستوفی (کل فرنک مستوفی)، اسلیمی ترنج دار، اسلیمی لچک دار، ترنج، نقش ماهی یا هراتی، گلدانی، میناخانی، طرح درختی، طرح تصویری، طرح باغی یاگلستانی، طرح شکارگاه وطرح مطهری سیدی بازاری...

## تکنیک‌های جدید فرش تبریز
در فرش تبریز ابداعاتی خصوصاً در چند دهه اخیر انجام شده که حالتی خاص را به فرش اعلای این منطقه داده است. این خلاقیت‌ها در نقوش، رنگ و بافت نمود کرده و سبب به وجود آمدن آثار بدیع در زمینه تولید فرش نفیس ایران گردیده که تاکنون سابقه نداشته است

## تحول در رنگ آمیزی فرش تبریز
- نمایش عمق

از جلوه‌های جدید در رنگ فرش معاصر تبریز به کارگیری عمق و بعد یا پرسپکتیو در این طرح دو بعدی است که شناسه‌ای خاص به فرش تبریز داده است.
- استفاده از رنگ برای فضا بندی

تحولی دیگر در ابداعات فرش تبریز، استفاده از رنگ برای پر کردن فضاهای خالی به جای نقش است که با به کارگیری رنگ‌های دارای هارمونی و هماهنگی با طرح فضاهایی خاص قرابتی زیبا بین طرح و رنگ ایجاد می‌شود. چنین فنی را در طرح‌های زیر خاکی جدید می‌بینیم.
- به کارگیری سایه روشن

نو آوری دیگر در فرش تبریز، به کارگیری سایه با استفاده از رنگ است. استفاده نا محدود از رنگ‌های هم خانواده و ایجاد سایه روشن باعث القای عمق می‌شود. از ویزگی‌های دیگر تعادی بین رنگ‌های سرد و گرم بوده است که وجود این سایه و روشن‌ها در گل‌ها و متن حالتی برجسته به نقوش می‌دهد. این روش توانسته گل‌ها را طبیعی تر کرده و به سبک رئال (واقع گرایانه) نزدیک تر نماید.
- دورگیری

به‌کارگیری ابریشم سفید و رنگی به منظور دورگیری گل‌ها و برگ‌ها از دیگر ویژگی‌های فرش تبریز بوده است.
- طرح زیر خاکی

یکی از انواع طرح‌های تبریز، طرح زیر خاکی است. این سبک دارای رنگ‌های ویژه خصوصاً رنگ بژ، زیتونی وسدری است که حالت زیر خاکی را به نقش می‌دهد. عناصر تشکیل دهنده طرح آثار و ابنیه باستانی و نقش شاهان و شخصیت‌های ادبی و شعرای گذشته ایران است.

## ویژگیهای بافت در قالی‌های تبریز
در میان ویژگی‌های مشترک تمامی قالیهای آذربایجان گره ترکی بیش از همه مورد توجه است. نوع گلیم بافی قالی‌های روستایی و عشایری آذربایجان به ویژه در قالی‌های قدیمی عمدتاً به سبک معروف فارسی است و به عبارتی از پود ضخیم برای گلیم بافی استفاده می‌نمایند.
رجشمار قالی‌های روستایی آذربایجان عموماً درشت و بین ۱۵ و حداکثر ۲۵ رج محدود می‌گردند.
دارهای قالی مورد استفاده در آذربایجان به جز قالی‌های عشایری، همگی از نوع عمودی است.
مهم‌ترین ابعاد قالی‌های جدید شهری باف آذربایجان ۲*۳ و ۲/۵*۳/۵ و همچنین ۳*۴ است و ابعاد کوچکتر اغلب در قالی‌های قدیم آن دیده می‌شود. ابعاد دایره و چند ضلعی نیز طی سال‌های اخیر در این منطقه رواج یافته است. قالی روستایی آذربایجان ابعاد متفاوتی دارد.
شمار رج‌های قالی تبریز معمولاً از ۲۴ رج شروع شده و تا ۱۱۰ رج ادامه می‌یابد. رج که به واحد تراکم گره گفته می‌شود، بهترین روش برای ارزیابی کیفیت قالی به‌شمار می‌رود؛ هرقدر شمار رج‌های یک قالی بیشتر باشد کیفیت آن نیز مطلوب‌تر خواهد بود. قالی‌های ظریف معمولاً از نخ‌های ابریشمی یا پنبه‌ای بافنده می‌شوند.
تبریز یکی از بزرگ‌ترین و مهم‌ترین مراکز قالی‌بافی در سطح ایران و جهان است و نقش مهمی را در زمینهٔ توسعه و گسترش سنت‌ها و هنرهای تزئینی و کاربردی بازی می‌کند.
اوج هنر قالی تبریز مربوط به سده‌های دوزادهم تا شانزدهم میلادی بوده است. شکل‌گیری ۲۰۰ شاهکار هنری قالی تبریز با ادغام هماهنگ هنرهای بافندگی و نگارگری ایرانی در طی ۱۴ سده، سطح بالای هنر بافندگان قالی را در این شهر به عرصهٔ نمایش گذاشته و مکتب کلاسیک تبریز بنیان نهاده شد. این مکتب به ۲ زیرشاخهٔ اصلی تبریز و اردبیل تقسیم می‌شود.

## سوابق تولید و تجارت
منطقه آذربایجان به دلیل وسعت مراتع، زمینهای کشاورزی، آب و هوای مناسب و طبیعتی کوهستانی همواره در تولید قالی از موقعیتی ممتاز بهره‌مند بوده است. شهر تبریز در میان کلیه مراکز قالیبافی این خطه دارای مقام و اعتبار به سزایی است. تبریز همگام با هرات در زمان جانشینان هلاکو مرکز مهم داد و ستد قالی بوده است.
بخصوص در زمان حکومت صفویان با ایجاد کارگاه‌های بزرگ قالیبافی، بافندگان طراز اول در این شهرگرد آمدند و به بافت فرشهای بسیار نفیسی پرداختند که امروزه بسیاری از آنهازینت بخش موزه‌های بزرگ جهان است.
پس از انتقال پایتخت صفویان از هرات به تبریز، دومین مکتب هنری ایران (مکتب تبریز) بنیان نهاده شد و به دنبال آن استقرار تعداد بیشماری از هنر مندان، از هر صنف و حرفه‌ای باعث شد که شهر تبریز به عنوان کانون هنر مورد توجه بسیاری قرار گیرد و در این میان هنر فرش بافی نیز با استقرار نقاشان و طراحان زبده‌ای چون بهزاد و سلطان محمد دو چندان رشد یافت.
در واقع فرش ایران که در زمان سلسله صفویان به اوج شهرت رسیده بود به دنبال هجوم افغان‌ها و آشفتگی‌های پس از آن‌ها تنزل یافت و تنها در زمان قاجار جای خود را تا حدی بازیافت و صدور فرش ایران به عنوان کالای تجارتی از راه آذربایجان وترکیه به اروپا آغاز شد و آنگاه که ذخیره فرش ایران به ویژه در آذربایجان رو به پایان یافت، با همت بازرگانان تبریزی در سایر شهرهای بزرگ، قالیبافی عمری دوباره یافت که در این میان مشهد، کرمان، کاشان، اراک و همدان نقش مهمی را به عهده داشتند.
تبریز از نیمه دوم قرن نوزدهم و بر اساس منابع گوناگون از حدود دههٔ آخر قرن سیزدهم هجری قمری توسط بازرگانان این شهر به امر صادرات قالی به استانبول و سپس به کشورهای اروپایی پیشقدم شد.
تبریز که در بسیاری موارد همواره پرچمدار نهضت‌های مختلفی بود، در اعتلا و گسترش جهانی نام فرش ایران نقش مهمی را ایفا کرد و رونق و احیای هنر قالیبافی ایران در اواخر دوره قاجار و اوایل سلطنت پهلوی و راهیابی فرش ایران به بازارهای جهان و گسترش این حرفه در سایر نقاط ایران تا حدود زیادی مرهون بازرگانان و تجار و قالیبافان آذربایجان به ویژه تبریزی است. سیسیل ادوارد درباره صادرات فرش ایران به کشورهای اروپایی و آسیایی نوشته است:
«داد و ستد این کالا در دست بازرگانان تبریزی بود که مردمانی سرشناس و مایه‌دار بودند. تجارت خانه‌های ایشان شعبه‌هایی هم در استانبول داشت. معاملات اصلی آنان عبارت از خرید اجناس کارخانه‌های مغرب زمین و حمل آن‌ها به ایران از طریق راه طرابوزان بود.»
بیشترین قالی‌های آذربایجان و همدان از طریق استانبول به کشورهای آلمان و انگلیس و قالی‌های سلطان آباد و کرمان از طریق بندر عقبه در شمال دریای احمر که امروزه جزو کشور اردن‌هاشمی است و بندرعباس در جنوب به ایالات متحده آمریکا صادر می‌گردیدند.
از بزرگ‌ترین صادر کنندگان فرش تبریز که اولین پرچمداران صادرات فرش ایران بودند و برخی خود در تولید فرش نیز دستی داشتند می‌توان به حاج یوسف قالیچی-حاج عبدالله قالیچی-حاج میرزا جعفر اسلامبولچی-حاج صمد قره قالیچی -میرزا علی اصغر و میرزا علی اکبر و اسماعیل قالیچی-صدقیانی-ایپکچی-حاج محمد ممقانی-محمود اف-دیلمقانی-آواکیان-کاسباریان و اردوبادی اشاره نمود.
در حال حاضر تبریز به عنوان کانون عمده عرضهٔ فرش‌های شهری‌باف آذربایجان شناخته می‌شود و کانون بزرگ تولیدکنندگان نامور و صاحب نامی گردیده که فرش آذربایجان به آن
می‌بالد.
برابر آماری که در دست داریم در شهرستان تبریز و حومهٔ آن در سال ۱۳۶۴ شمسی بر روی ۱۶۰۰۰ دار قالی ۳۲۱۵۰ کارگر بافنده کار کرده‌اند. علاوه بر تک‌بافی‌ها، کارگاه‌های
متعددی از سالیان بسیار دور در کار فرش‌بافی بوده و هستند.

## ویژگی‌های طرح و رنگ
بافندگان تبریز به ویژه در دوره معاصر هر طرح زیبایی را مورد استفاده قرار داده یا ترکیبی از رنگهای مختلف، طرحی نو را درانداخته ند. انواع طرح‌های لچکوترنج، درختی، گلدانی، بته جقه ای و ده‌ها طرح دیگر مورد استفادهٔ بافندگان امروز تبریز و مرند و خوی… است. شاید شادابی و طراوت رنگ در قالی شهری باف آذربایجان بیش از هر چیز دیگر توجه خریداران فرش را به خود معطوف دارد.
زیبایی قالیهای لچک و ترنج هندسی هریس به گونه‌ای است که هم‌اکنون بسیاری از قالیبافان تبریز و سایر شهرهای آذربایجان از آن کپی برداری نموده و با نام نقش هریس به بازار عرضه می‌نمایند. در واقع نقشه قدیمی و اصیل هریس به گونه‌ای است که ضمن حفظ ویژگی نقوش لچک و ترنج شاه عباسی، ترکیبی هندسی به آن داده و با استفاده از خطوط زاویه دار، هویتی کاملاً مستقل از قالی‌های شهری باف را برای آن رقم می‌زند.
معروف‌ترین نام در میان این طرح‌ها لچک و ترنج شاخه شکسته نام دارد
گرایش به طرحهای هندسی و حتی ذهنی بافی، ویژگی مشترک طرحهای روستایی فرش آذربایجان است.
برابر آماری که در دست داریم در شهرستان تبریز و حومهٔ آن در سال ۱۳۶۴ شمسی بر روی ۱۶۰۰۰ دار قالی ۳۲۱۵۰ کارگر بافنده کار کرده‌اند. علاوه بر تک‌بافی‌ها، کارگاه‌های در سال‌های اخیر بافنده‌های چیره‌دست تبریزی به تولید فرش‌های گل ابریشم بسیار ظریف با رج‌شمار ۵۰ و ۶۰ در مقیاس وسیع روی آورده‌اند. این گونه فرش‌ها که بعضی با چله‌های ابریشمی هستند، بیشتر با طرح‌های لچک و ترنج و با رنگ‌های غالباً بژ روشن و نخودی بافته می‌شوند و در رنگ‌آمیزی گل‌ها و نگاره‌ها از رنگ‌های سرخابی، عنابی و زیتونی به فراوانی استفاده می‌شود. فرش‌های تبریز در هفتاد سال اخیر اغلب با طرح‌های گلدانی، درختی، محرابی، قندیل دار، حیوان‌دار، شکارگاه، هراتی، شاخ و برگی، گلفرنگ، بندی خشتی یا قاب‌قابی، منظره‌بافی، قاب‌قرآنی و نقش‌های هندسی از کوچک‌ترین تا بزرگ‌ترین اندازه‌های ممکن بافته شده‌اند. بافت کناره و گلکی چندان خوشایند بافنده تبریزی نیست.